# Turó de Sant Andreu (Pineda de Mar)
El Turó de Sant Andreu és una muntanya de 379 metres que es troba entre els municipis de Pineda de Mar i Tordera, a la comarca catalana del Maresme.